# 길 잃은 고양이 오버런!
《길 잃은 고양이 오버런!》(일본어: 迷い猫オーバーラン! 마요이네코오바란[*])은 일본의 소설가인 마츠 토모히로가 집필하고 미소녀 게임 일러스트 레이터로도 활동하는 페코가 일러스트를 담당한 소설이자, 이를 바탕으로 한 만화와 애니메이션 작품이다.
소설 작품을 바탕으로 2010년 2월부터 점프스퀘어에 만화 작품이 연재되기 시작하였으며, 특히 만화 연재에 블랙캣, 투러브 트러블 등을 그린 만화가인 야부키 켄타로가 참여하여 화제가 되기도 하였다. 2010년 3월을 기준으로 소설의 시리즈 누계 부수가 100만부를 돌파하였고, 4월부터는 AIC에 의해 TV 애니메이션이 제작되어 방송되었다.

## 스토리
제과점 '스트레이 캣츠'(Stray Cats)를 3대째 운영하고 있는 츠즈키 가문은 현재, 주인공인 츠즈키 다쿠미의 누나인 츠즈키 오토메가 가게의 점장이자 오너로, 다쿠미는 그런 누나를 돕는 역할을 하고 있다. 또한, 다쿠미의 소꿉친구인 세리자와 후미노가 이 가게에서 아르바이트를 하고 있다. 사람을 돕는 것을 취미 생활로 하는 오토메는 어느 날, 고양이 흉내를 잘 내는 수수께끼의 소녀인 키리야 노조미를 주워오게 되는데...

## 등장 인물
등장 인물의 이름 표기나 호칭 등은 한국어 정식 발행판을 기준으로 한다.
츠즈키 다쿠미(일본어: 都築 巧)
성우 - 오카모토 노부히코
이 작품의 주인공으로, 현재 사립 우메노모리 학원의 고등부 2-D에 재학 중인 소년이다. 본래 아기였던 시절에 버려져 고아원에서 줄곧 생활해 오다가 츠즈키 가문으로부터 입양되었으며, 때문에 오토메와는 피가 이어지지 않은 남매 관계이다. '스트레이 캣츠'에서는 종업원으로써 종사하고 있지만, 정작 누나인 오토메가 집을 비우는 일이 많아 누나대신 실질적으로 가게를 이끌어나가는 입장이다.
세리자와 후미노(일본어: 芹沢 文乃)
성우 - 이토 카나에
이 작품의 히로인으로, 다쿠미와는 같은 반에 소속되어 있다. 학원 내에서도 손꼽히는 미소녀이지만, 실제로는 꽤나 폭력적에 입도 험한 츤데레 소녀이다. 다쿠미의 소꿉친구로 다쿠미와는 고아원에서부터 서로 알게되었으며, 고아원이 문을 닫은 이후로는 세리자와 성당의 수녀로부터 거두어져 이후로는 그 곳에서 생활하고 있다. '스트레이 캣츠'에서는 아르바이트생으로도 활동하고 있으며, 대표적인 말 버릇으로는 '두번 죽어!'가 있다.
우메노모리 치세(일본어: 梅ノ森 千世)
성우 - 이구치 유카
이 작품의 히로인으로, 재벌인 우메노모리 가문의 아가씨이자 사립 우메노모리 학원의 이사장의 손녀이기도 하다. 귀국 자녀로 외관은 영락없는 초등학생의 모습이지만, 자신을 '학원의 지배자'라 칭하거나 '세상의 중심은 나'라는 발언을 할 정도로 제멋대로인 아가씨로 다쿠미를 마치 하인 부리듯이 대하기도 한다.
키리야 노조미(일본어: 霧谷 希)
성우 - 타케타츠 아야나
이 작품의 히로인으로, 고양이 귀처럼 생긴 머리카락이 특징인 조용조용한 소녀이다. 오토메에 의해 거두어져 다쿠미 등과 함께 생활하고 있으며, 자신의 신상 등은 말을 하지 않으려 한다. 공부, 운동, 요리 등 전반적으로 모두 잘하는 천재 소녀로 특기는 고양이 흉내내기와 케이크 만들기 등이 있으며, 뛰어난 솜씨로 '스트레이 캣츠'의 종업원으로도 활동하고 있다.
츠즈키 오토메(일본어: 都築 乙女)
성우 - 사토 사토미
다쿠미의 누나로 제과점 '스트레이 캣츠'의 오너 겸 파티에시르로, 유난히 마이페이스 적인 성격을 보유한 인물이다. 제과점을 이끌어나가는 입장이지만 정작 케이크는 잘 만들지 못하며, 사람을 돕는 것을 취미로 하는 특유의 선의 때문에 정작 제과점의 경영은 뒷전으로 하고 메모만 남기고 떠나는 일이 잦아 다쿠미를 골치아프게 하고 있다. 하지만 다른사람을 도우러 떠날 때마다 자신이 가게로 다시 돌아올 때까지 동생인 다쿠미가 가게경영에 문제가 없도록 미리 준비를 해 두고 떠난다. 동네에서는 이미 모르는 사람이 없을 정도의 유명인이기도 하다.
나루코 카나에(일본어: 鳴子 叶絵)
성우 - 호리에 유이
후미노의 친구이자 다쿠미가 속한 반의 반장이기도 한 소녀이다. 손재주가 뛰어나며, 높은 텐션과 덕망을 보유하고 있어 학급 내에서의 신뢰도도 높은 것이 특징이다.
치쿠마엔 카호(일본어: 竹馬園 夏帆)
성우 - 타무라 유카리
치세의 소꿉친구로 외견은 청초하고 단정한 인상의 소녀이지만, 내면은 음흉한 계획 등을 좋아하는 음험한 본성을 보유하고 있다. 치세가 가진 '친구'라는 의미의 가장 중심에 있는 다쿠미를 의식하여 고등부 3학년 3학기에 우메노모리 학원에 전학오게 되었다.
키쿠치 이에야스(일본어: 菊池 家康)
성우 - 요시노 히로유키
다쿠미의 친구로, 다쿠미와는 중학교 때부터 같이 친구로 지내왔다. 3차원엔 흥미 없는 전형적인 오타쿠로 입은 험하지만 마음씨는 착한 것이 특징이다. 오토메를 사부로 여기고 있으며, '오토메 사부'로 칭하기도 한다. 성적은 매우 우수하지만, 정작 특유의 성격 때문에 주위로부터는 전혀 존경을 받지 못하고 있다.
코야 다이고로(일본어: 幸谷 大吾郎)
성우 - 마지마 쥰지
다쿠미의 친구로, 우메노모리 학원에는 고등부부터 다니기 시작하였다. 코야류의 유술을 가르치는 전통무술 도장의 후계자 아들로, 이에야스와 같이 오토메를 '오토메 사부'라고 칭하고 있다. 본래 만화나 애니메이션은 애들이 보는 것에 불과하다는 생각을 가졌지만, 이에야스의 교묘한 말에 이끌려 생각이 바뀌고 프라모델의 매니아가 되었다. 하지만 고지식한 성격의 영향으로 선호하는 프라모델은 일본의 성(城)시리즈들 이 대부분이다.
사토(일본어: 佐藤)
성우 - 사토 리나
치세의 전속 메이드 중 한명으로 치세를 보좌하며 우메노모리 학원에도 다니고 있다. 치세를 마치 여동생처럼 돌보며 반응을 보고 즐기는 구석이 있다.
스즈키(일본어: 鈴木)
성우 - 아라이 사토미
치세의 전속 메이드 중 한명으로 치세를 보좌하며 우메노모리 학원에도 다니고 있다. 사토와 마찬가지로 치세를 마치 여동생처럼 돌보며 반응을 보고 즐기는 구석이 있다.

## 도서 정보

### 소설
일본 슈에이샤의 슈퍼 대시 문고에 의해 2008년 10월 24일 1권을 시작으로 현재까지 연재중이며, 대한민국에서는 학산문화사가 익스트림 노벨을 통해 2010년 4월 7일부터 한국어로 정식 발간되기 시작하였다. 각 권별 부제가 캐릭터가 머무르고 있는 상자에 적혀 있으며, 8권까지는 모두 '줍다'(拾う, adopt)와 관련된 단어가 포함되어 있는 것이 특징이다.
- 슈에이샤 - 슈퍼 대시 문고
  - 제1권 : 주워 달라고 한 적 없다고!!(拾ってなんていってないんだからね!!) - 2008년 10월 24일 발매 / ISBN 978-4-08-630450-4
  - 제2권 : 주워 가도 된다고!!(拾わせてあげてもいいわよ!?) - 2008년 12월 25일 발매 / ISBN 978-4-08-630463-4
  - 제3권 : ......주울래?(……拾う?) - 2009년 2월 25일 발매 / ISBN 978-4-08-630471-9
  - 제4권 : 모두 제가 줍겠습니다♪(みんな私が拾います♪) - 2009년 4월 24일 발매 / ISBN 978-4-08-630482-5
  - 제5권 : 진심으로 줍겠다는 말씀이십니까?(本気で拾うと仰いますの?) - 2009년 6월 25일 발매 / ISBN 978-4-08-630490-0
  - 제6권 : 주운 뒤에는 어떻게 할 건데?(拾った後はどうするの?) - 2009년 8월 25일 발매 / ISBN 978-4-08-630500-6
  - 제7권 : 주우면 되잖아요!(拾ったらいいじゃないですか!) - 2009년 11월 25일 발매 / ISBN 978-4-08-630515-0
  - 제8권 : I'll let you adopt me! - 2010년 3월 25일 발매 / ISBN 978-4-08-630538-9
  - 제9권 : 내가 모두에게 도움되고 있어♪(わたしがみんなに護られてるの♪) - 2010년 7월 23일 발매 / ISBN 978-4-08-630556-3
- 학산문화사 - 익스트림 노벨
  - 제1권 : 주워 달라고 한 적 없다고!! - 2010년 4월 7일 발매 / ISBN 978-89-258-4683-5
  - 제2권 : 주워 가도 된다고!! - 2010년 4월 7일 발매 / ISBN 978-89-258-4685-9
  - 제3권 : ......주울래? - 2010년 5월 7일 발매 / ISBN 978-89-258-4686-6
  - 제4권 : 모두 제가 줍겠습니다♪ - 2010년 6월 7일 발매 / ISBN 978-89-258-4687-3
  - 제5권 : 진심으로 줍겠다는 말씀이십니까? - 2010년 7월 7일 발매 / ISBN 978-89-258-4897-6
  - 제6권 : 주운 뒤에는 어떻게 할 건데? - 2010년 8월 7일 발매 / ISBN 978-89-258-4898-3
  - 제7권 : 주우면 돼잖아요! - 2010년 9월 7일 발매 / ISBN 978-89-258-4899-0
  - 제8권 : I'll let you adopt me! - 2010년 10월 7일 발매 / ISBN 978-89-258-4900-3
  - 제9권 : 모두가 나를 지켜주고 있는 거야♪ - 2011년 2월 10일 발매 / ISBN 978-89-258-6108-1

### 만화
슈에이샤에서 발행하는 잡지인 점프스퀘어에서 2010년 2월호부터 연재가 시작되었다. 그림은 블랙캣, To LOVE -트러블-에 참여했던 야부키 켄타로가 담당하고 있으며, 그 때문에 점프 계통의 연재 만화에서는 드물게 표현 수위가 높고 To LOVE -트러블-의 인물이 등장하기도 하는 것이 특징이다.

## 드라마CD
TV 애니메이션의 방영에 앞서 원작을 바탕으로 한 드라마CD가 '프론티어 웍스'로부터 2010년 3월 25일에 발매되었다. 등장인물의 각 배역 전담 성우 구성은 TV 애니메이션과 동일하며, 각본은 원작자인 마츠 토모히로가 담당하였다.

## TV 애니메이션
AIC에 의해 TV 애니메이션으로 제작되어 TOKYO MX, BS11 등의 채널을 통해 2010년 4월부터 방영을 시작하였다. 총 12화로 방송 될 예정이며, 총 감독 없이 각 화 별로 각기 다른 감독이 제작을 담당 한 것이 특징이다. 또한 시리즈 구성은 소설 원작자인 마츠 토모히로가 담당하였다.

### 스태프
- 감독 - 각 화 별로 각각 다름
- 시리즈 구성 - 마츠 토모히로(松智洋)
- 메인 라이터 - 키무라 노부루(木村暢)
- 캐릭터 디자인 - 나카모토 쇼코(中本尚子)
- 미술감독 - 마에다 미노루(前田実)
- 색채구성 - 스즈키 토시에(鈴木寿枝)
- 촬영감독 - 이시구로 세이지(石黒晴嗣)
- 편집 - 히로세 키요시(廣瀬清志)
- 음악 - 타카기 류지(高木隆次)
- 음향감독 - 아케타가와 진(明田川仁), 다이치 아키타로(大地丙太郎)
- 프로듀서 - 시노자키 마야(篠崎真哉), 나카야마 노부히코(中山信宏), 후쿠다 준(福田順), 하세가와 카즈히코(長谷川和彦), 오와다 토시유키(大和田智之)
- 애니메이션 제작 - AIC
- 제작 - 길 잃은 고양이 동호회(迷い猫同好会)

### 주제가
오프닝 테마 - 해피 뉴 냐아(일본어: はっぴぃ にゅう にゃあ)
작사 - 쿠마노 키요미 / 작곡・편곡 - 타카기 류지 / 노래 - 세리자와 후미노(CV.이토 카나에), 우메노모리 치세(CV.이구치 유카), 키리야 노조미(CV.타케타츠 아야나)
엔딩 테마 - 찰떡 커플 Come Home!(일본어: イチャラブCome Home)
작사 - 쿠마노 키요미 / 작곡・편곡 - 타카기 류지 / 노래 - 세리자와 후미노(CV.이토 카나에), 우메노모리 치세(CV.이구치 유카), 키리야 노조미(CV.타케타츠 아야나)

## 웹 라디오
TV 애니메이션의 방영에 즈음하여 애니메이트TV, HiBiKi Radio Station, 온센에서 각각 웹라디오 방송을 2010년 3월부터 시작하였다. 메인 진행자는 우메노모리 치세 역할의 이구치 유카와 키리야 노조미 역할의 타케타츠 아야나가 담당하고 있다. 특히 작품 중에 주연 등장인물이 케이크를 만드는 것에 비롯하여, 매 회 방송마다 스튜디오에 준비된 여러 종류의 케이크를 진행자들이 맛 보는 코너 또한 마련되어 있는 것이 특징이다.